# الموسوعة الوطنية الأذربيجانية
الموسوعة الوطنية الأذربيجانية (بالأذرية: Azərbaycan Milli Ensiklopediyası)‏ هي كتاب موسوعي عالمي مكتوب باللغة الأذربيجانية نُشرَ عام 2010. يقع المبنى الرئيسي للناشر في المدينة القديمة (Icheri Sheher)، شارع بويوك كالا.

## لمحة تاريخية
كانت المحاولة الأولى لنشر الموسوعة الأذربيجانية في السنوات الأولى من القرن العشرين ولكن لم يتم نشرها في ذلك الوقت. تم التوقيع على مرسوم نشر الموسوعة السوفيتية الأذربيجانية في 30 ديسمبر 1965، وتم نشر المجلد الأول في عام 1970، ولكن تم تعليق النشر بسبب عدم الامتثال للوائح السوفيتية. وفقًا لترتيب عام 1975، تمت استعادة الموسوعة مرة أخرى. خلال سنوات 1976-1987، تم الانتهاء من نشر نسخة جديدة من الموسوعة لتحل محل النسخة السابقة.
بعد الاستقلال تم التوقيع على مرسوم لنشر الموسوعة الوطنية الأذربيجانية بتاريخ 30 مايو 2000. في 5 مايو 2004 تم التوقيع على مرسوم رئاسي لإنشاء مركز أبحاث الموسوعة الوطنية الأذربيجانية من أجل ضمان إعداد ونشر الموسوعة. تم نشر الموسوعة من قبل مركز الأبحاث التابع للأكاديمية الوطنية الأذربيجانية للعلوم. تم نشر أول 25 ألف نسخة من قبل دار نشر شيرغ جيرب ووزعت إلى المكتبات والمنظمات الأخرى مجانًا.
في عام 2007 تم نشر مجلد خاص بعنوان "أذربيجان". علاوة على ذلك، تم نشر المجلد الأول من الموسوعة الوطنية الأذربيجانية في عام 2009. هناك نية لنشر إجمالي 20 مجلدًا من الموسوعة ويحتوي كل مجلد على 800-900 صفحة. سيصدر كل مجلد من مجلدات الموسوعة في طبعة من ثلاثين ألف نسخة.

## الطبعات

### النسخة الروسية
تم نشر النسخة الروسية من الموسوعة الوطنية الأذربيجانية في طبعة من خمسة آلاف نسخة. إنها مجموعة عامة عن أذربيجان والتي تحتوي على معلومات حول التاريخ والثقافة والأدب والعلوم والتعليم في البلاد.
في عام 2012 تم نشر مجلد خاص باللغة الروسية في ألمانيا.

### طبعات أخرى
- Azərbaycan // الموسوعة الوطنية الأذربيجانية -(ردمك 978-9952-441-01-7).
- أ- Argelander // الموسوعة الوطنية الأذربيجانية -(ردمك 978-9952-441-02-4).
- الأرجنتين - بابليك // الموسوعة الوطنية الأذربيجانية -(ردمك 978-9952-441-05-5).
- بابلستان - بوزيركسانا // الموسوعة الوطنية الأذربيجانية -(ردمك 978-9952-441-07-9).
- Bəzirxana - Brünel // الموسوعة الوطنية الأذربيجانية -(ردمك 978-9952-441-03-1).
- بوسيل - Çimli-podzol torpaqlar // الموسوعة الوطنية الأذربيجانية -(ردمك 978-9952-441-10-9).
- شين - دورك // الموسوعة الوطنية الأذربيجانية -(ردمك 978-9952-441-11-6).